# Sinah Kasih
Sinah Kasih is een bestuurslaag in het regentschap Serdang Bedagai van de provincie Noord-Sumatra, Indonesië. Sinah Kasih telt 1877 inwoners (volkstelling 2010).